# أندرة

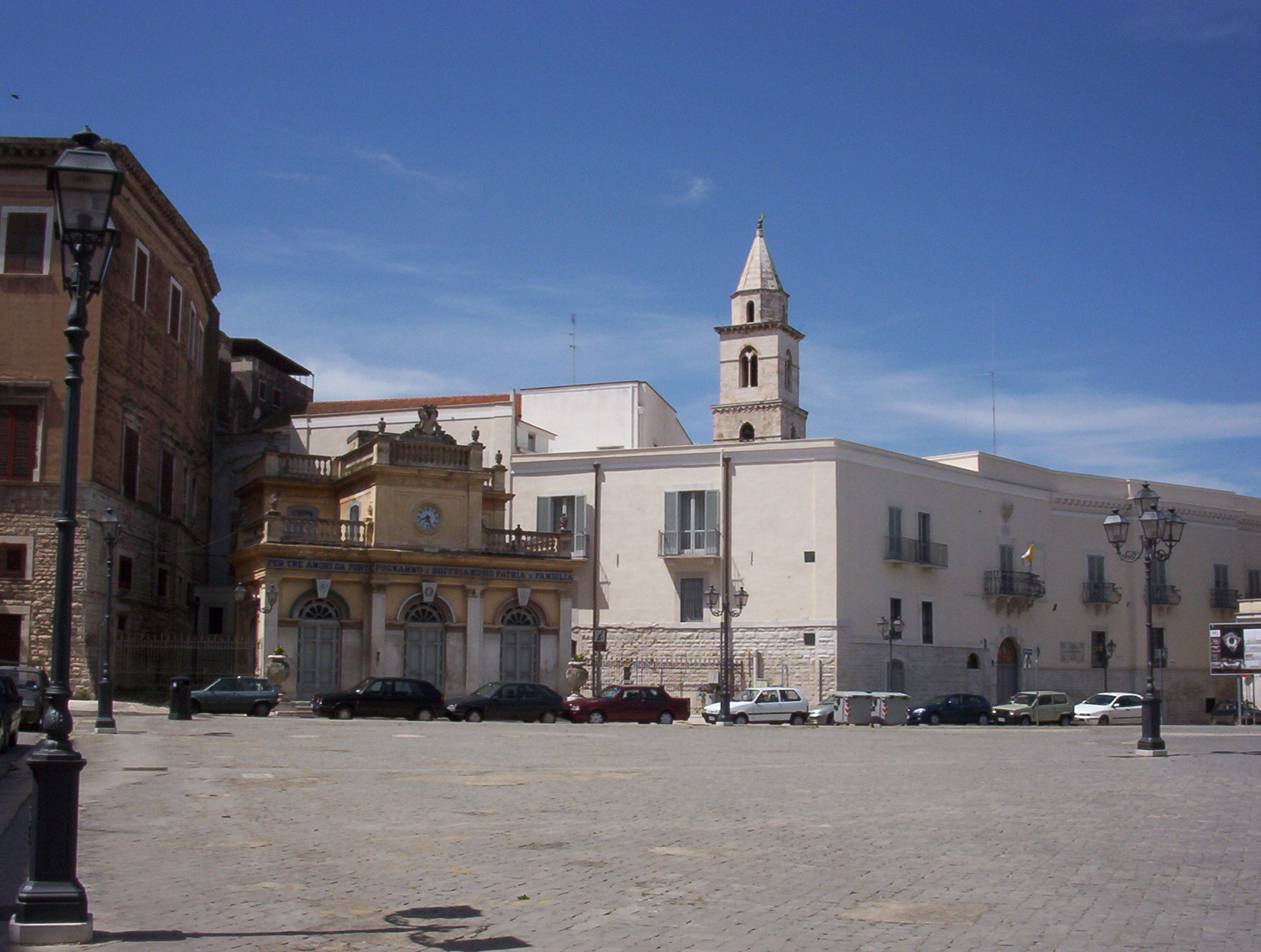
ساحة كاتوما

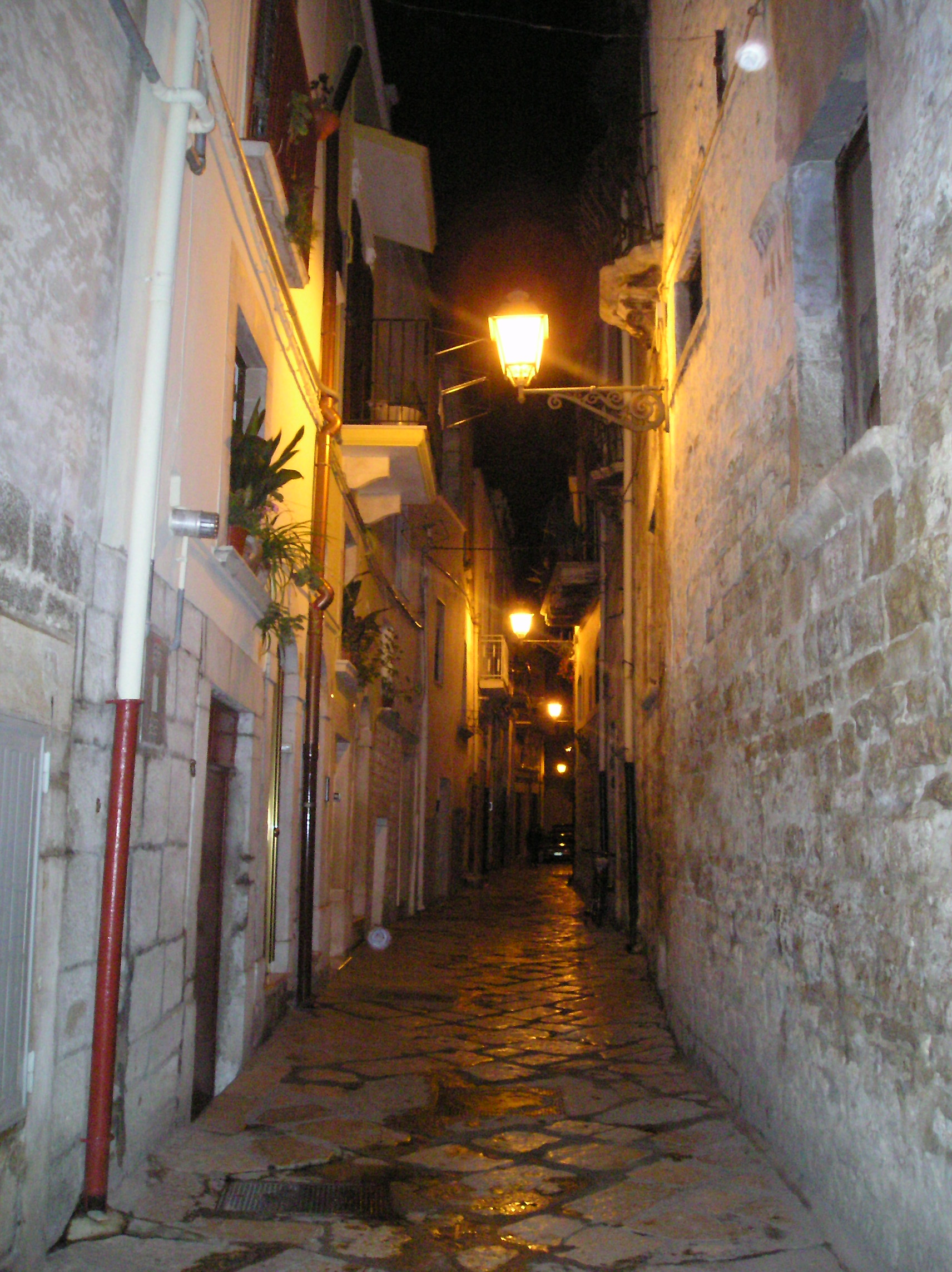
زقاق في المدينة القديمة

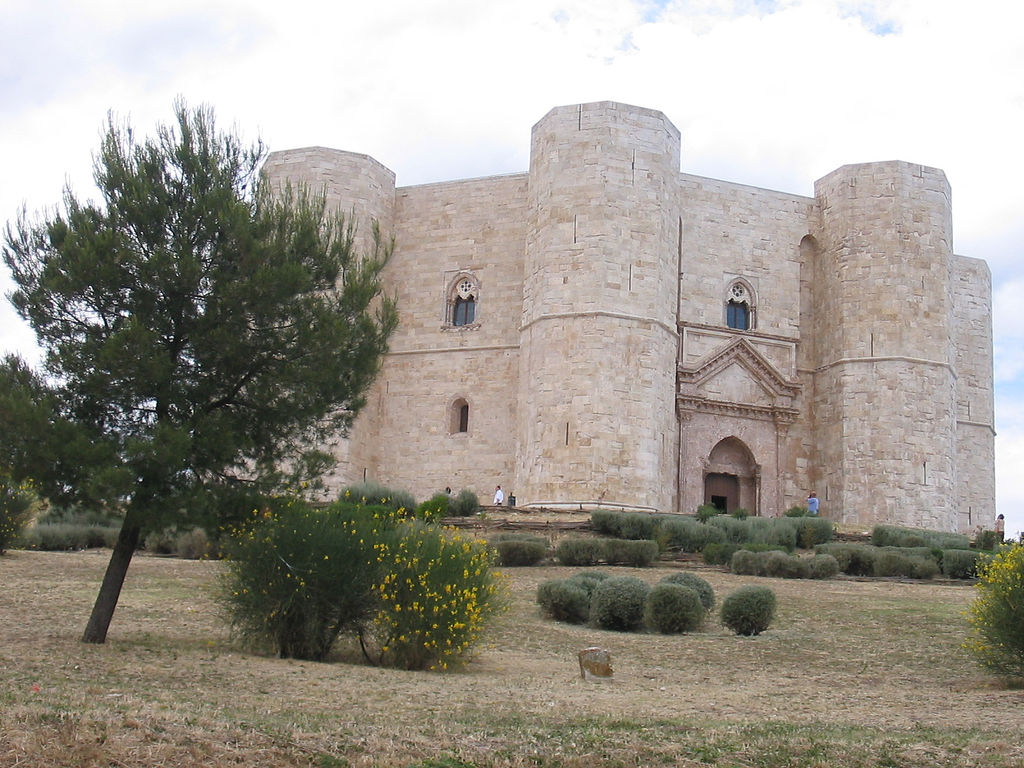
قلعة دل مونتي)

أندرة أو أندريا (بالإيطالية: Andria)‏ مدينة جنوب إيطاليا تبع عن بحر البنادقة 10 كم، ضمن إقليم بولية، ومقاطعة برلت أندرة طرانة، مركز خدمات زراعية، تشتهر بإنتاج الزيتون واللوز والعنب، سكانها 95.653 نسمة.
قال فيها الادريسي: "واطرانة مدينة متوسطة لها سور وبها سوق مشهودة ومنها إلى برلت ستة أميال على الساحل ويقابل مدينة برلت في البرية مدينة تسمى أندرة وهي مدينة كبيرة عامرة ومنها إلى البحر تسعة أميال."

## السكان
تطور النمو السكاني لـ أندرة (مدينة)

## التاريخ
توجد نظريات مختلفة حول أصل وجود أندرة. ذكرت في 915 ق.م باسم casale أي «منزلي» تابعة لتراني؛ وحصلت على صفة المدينة حوالي عام 1046، عندما قام الكونت النورماني بييترو بوسيع وتحصين المستوطنات في المنطقة (بما في ذلك بارليتا وكوراتو وبيشيليي).
في القرن الرابع عشر وتحت حكم أنجو أصبحت أندرة مقر دوقية. في عام 1350 حاصرها الالمان ومرتزقة لومبارديون من الجيش الهنغاري، وفي عام 1370 سقطت في يد قوات جوفانا الأولى ملكة نابولي. وفي عام 1431 كان اللورد فرانشيسكو الثاني دل بالسو الذي وجد جثة سانت ريتشارد القديس الحالي، وأسس معرض أندرة (23-30 أبريل). في عام 1487 استولى على المدينة الاراغون ثم عادت الدوقية عابرة إلى الملك فردريك الرابع من نابولي. وبيعت فيما بعد (1552) من قبل الإسبان إلى فابريتسيو كارافا بمبلغ مائة ألف دوكات.
حكم آل كارافا المدينة حتى عام 1799، عندما استولت القوات الفرنسية عليها بعد حصار طويل. وبعد إعادة آل بوربون أندرة كانت نصيرا لعملية توحيد إيطاليا.

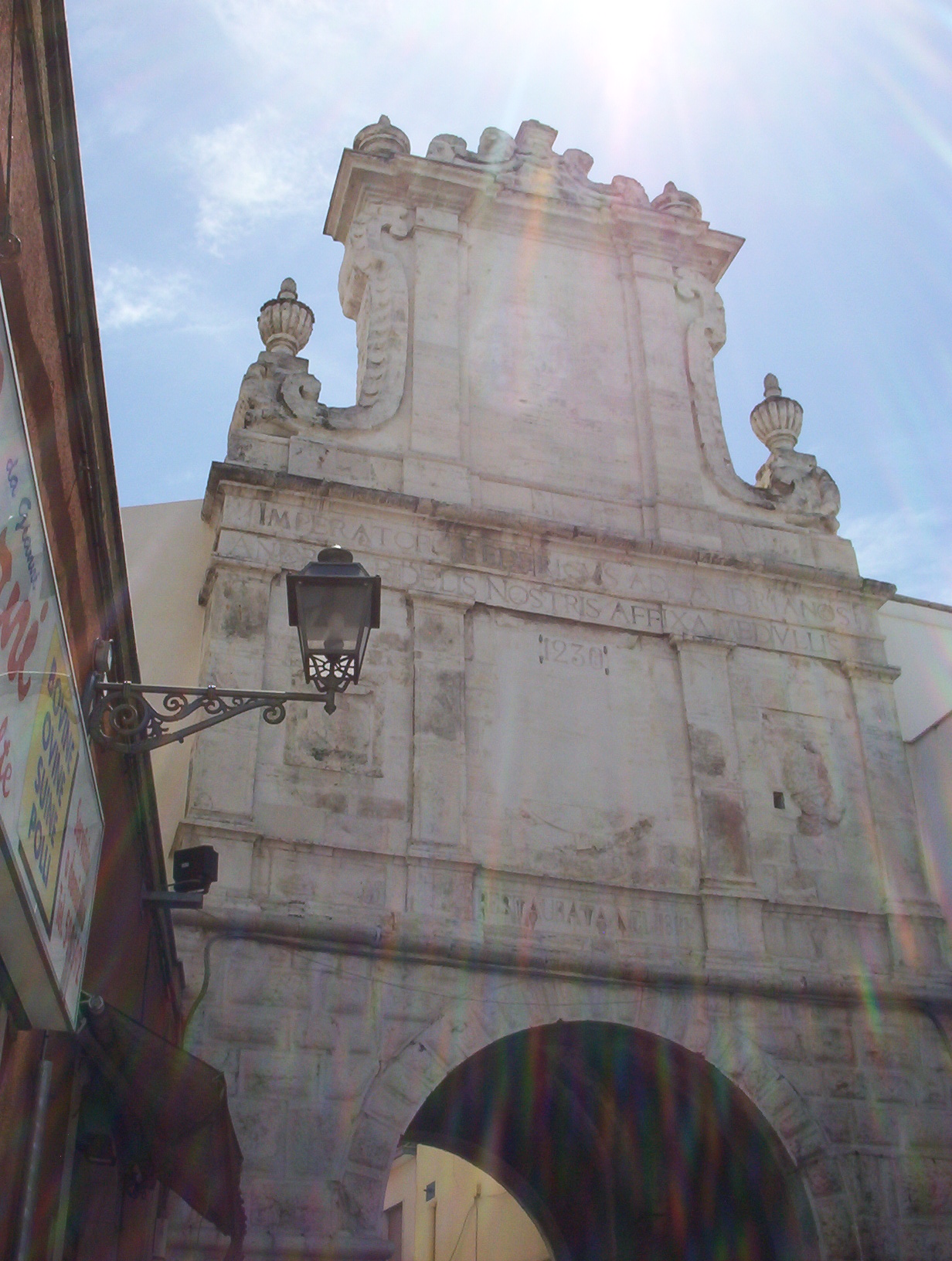
Porta S.Andrea
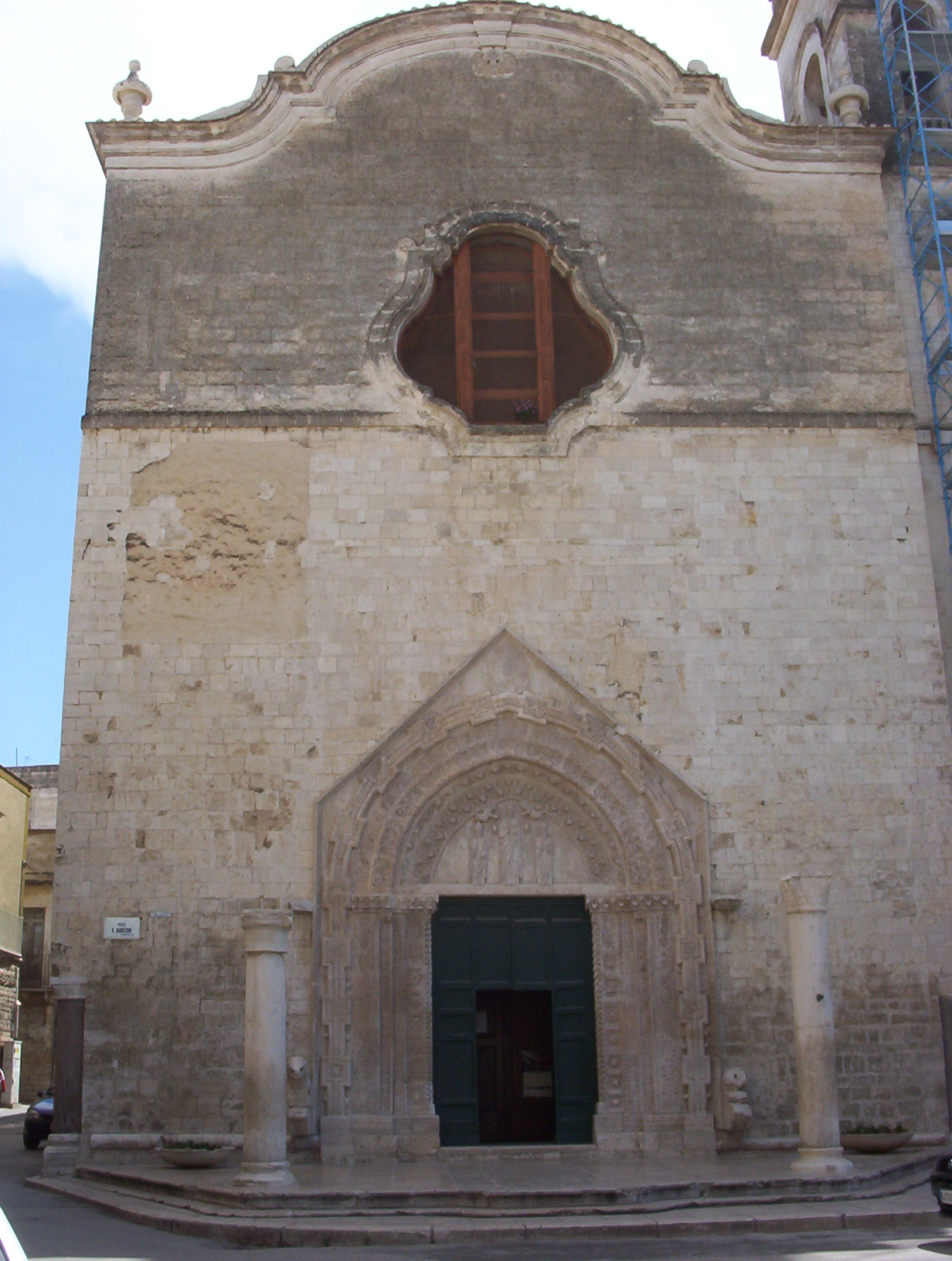
Chiesa di S.Agostino
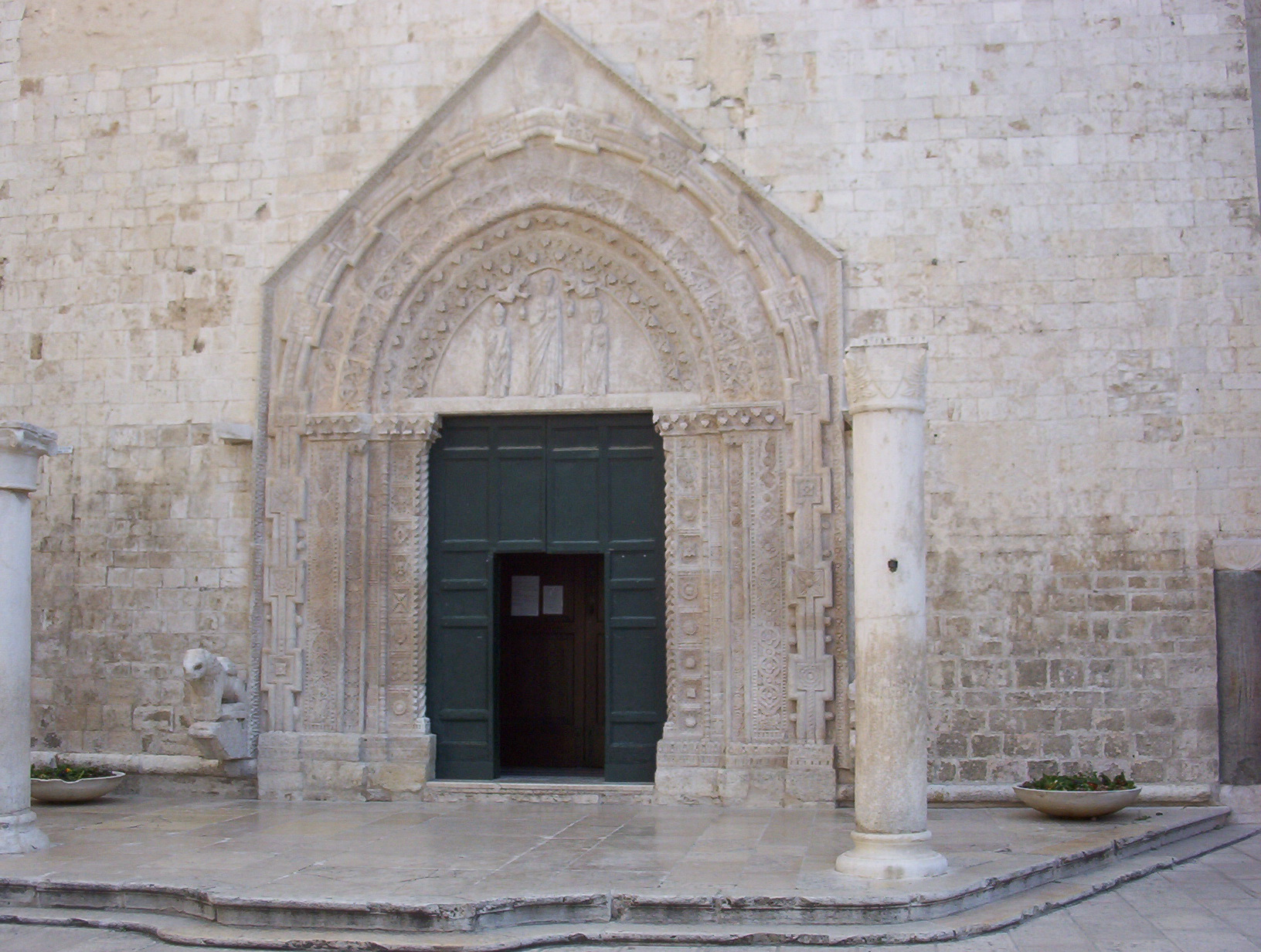
Portale della Chiesa di S.Agostino
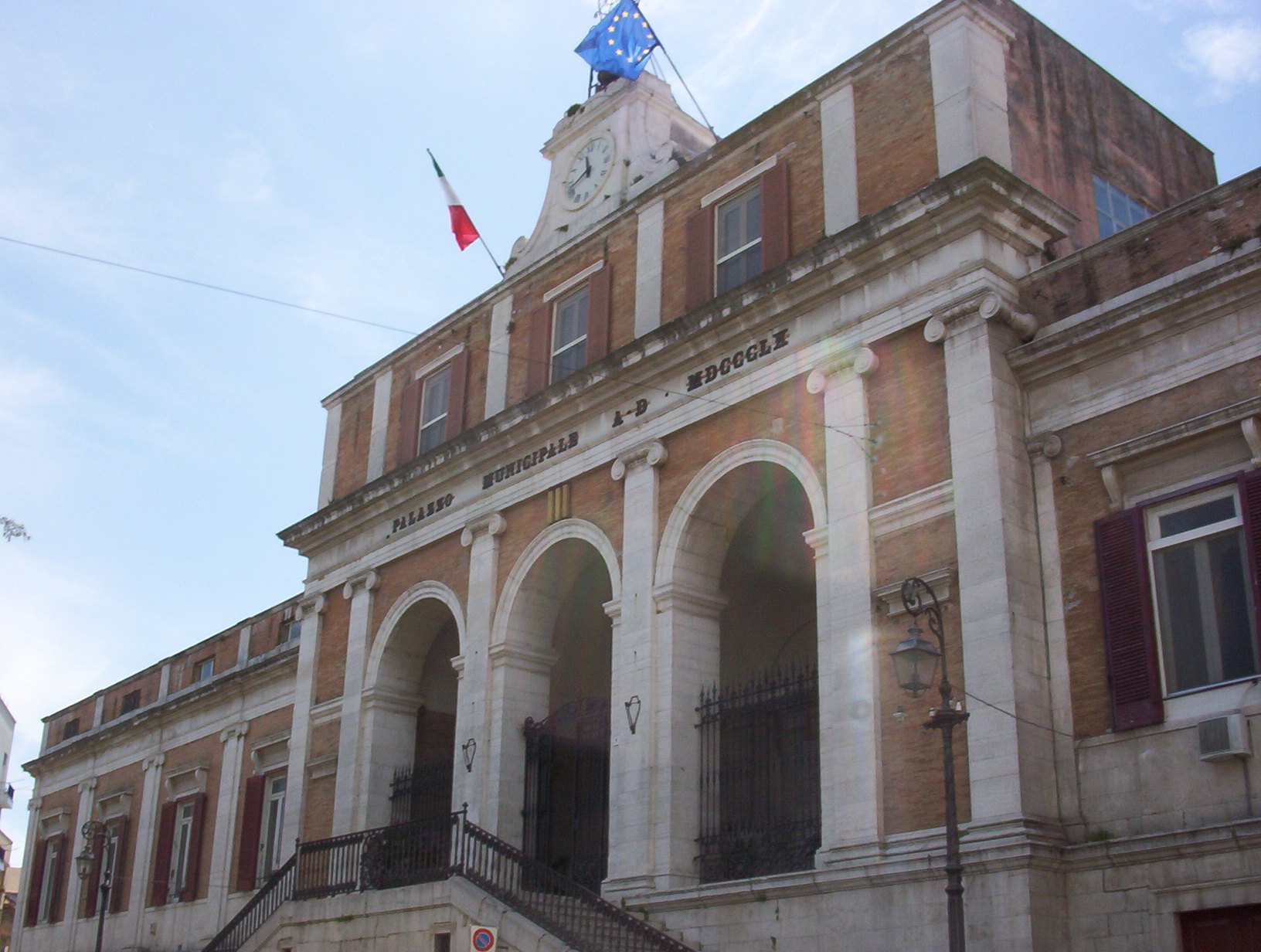
Palazzo Comunale di Andria
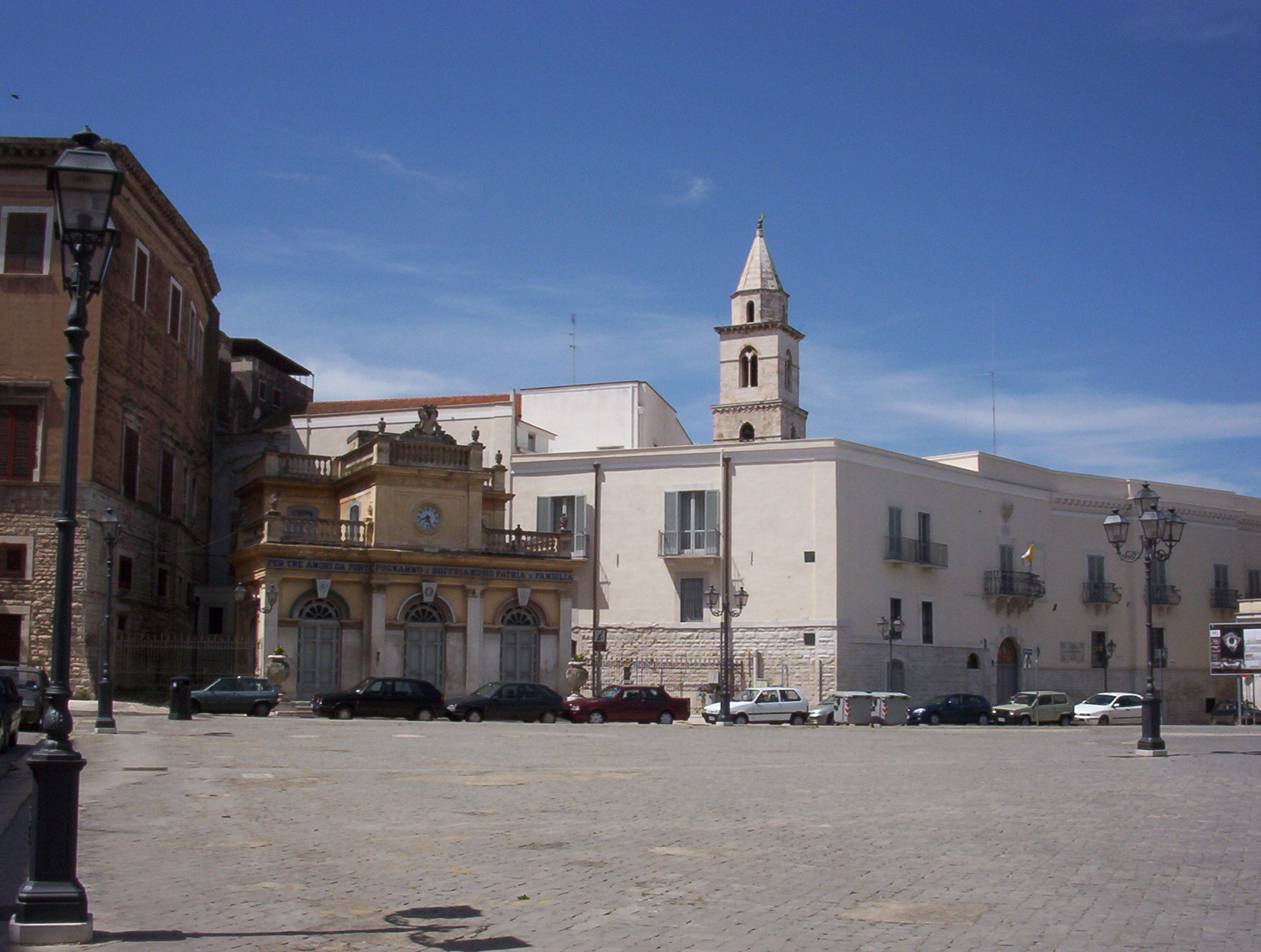
Piazza Catuma (Piazza Vittorio Emanuele II)
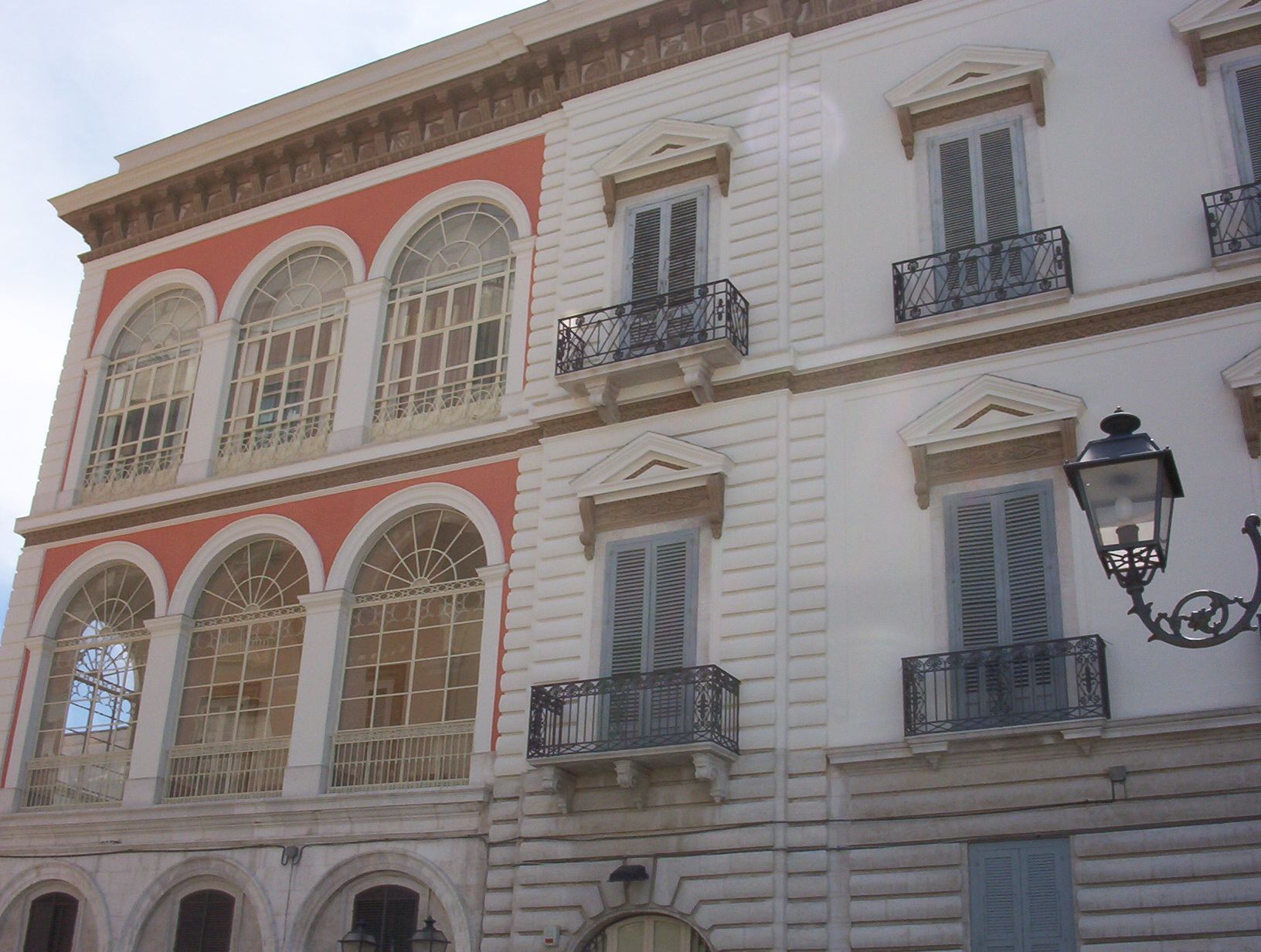
Palazzo Ceci
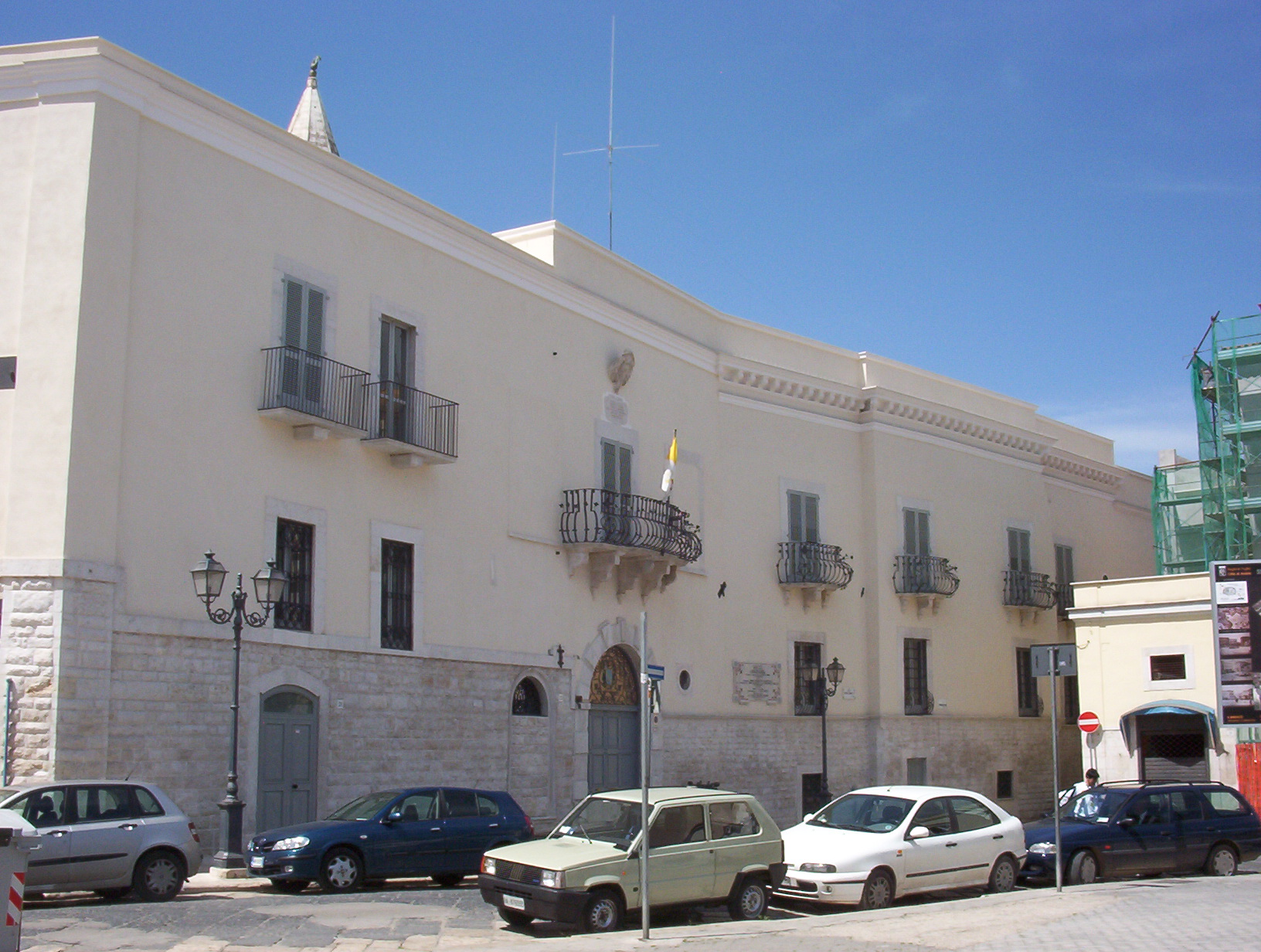
Palazzo Vescovile (esterno)
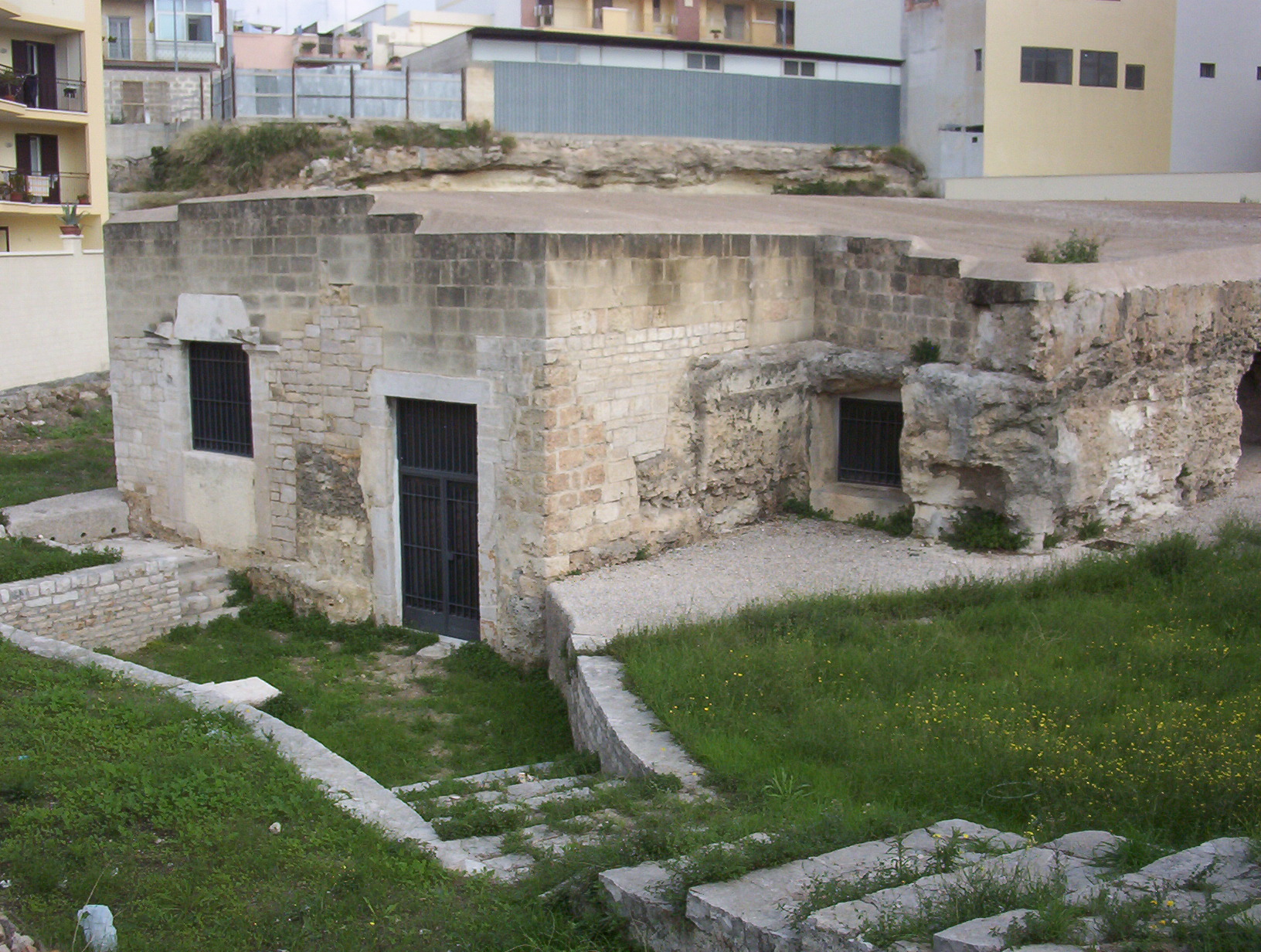
Laura Basiliana di Santa Croce
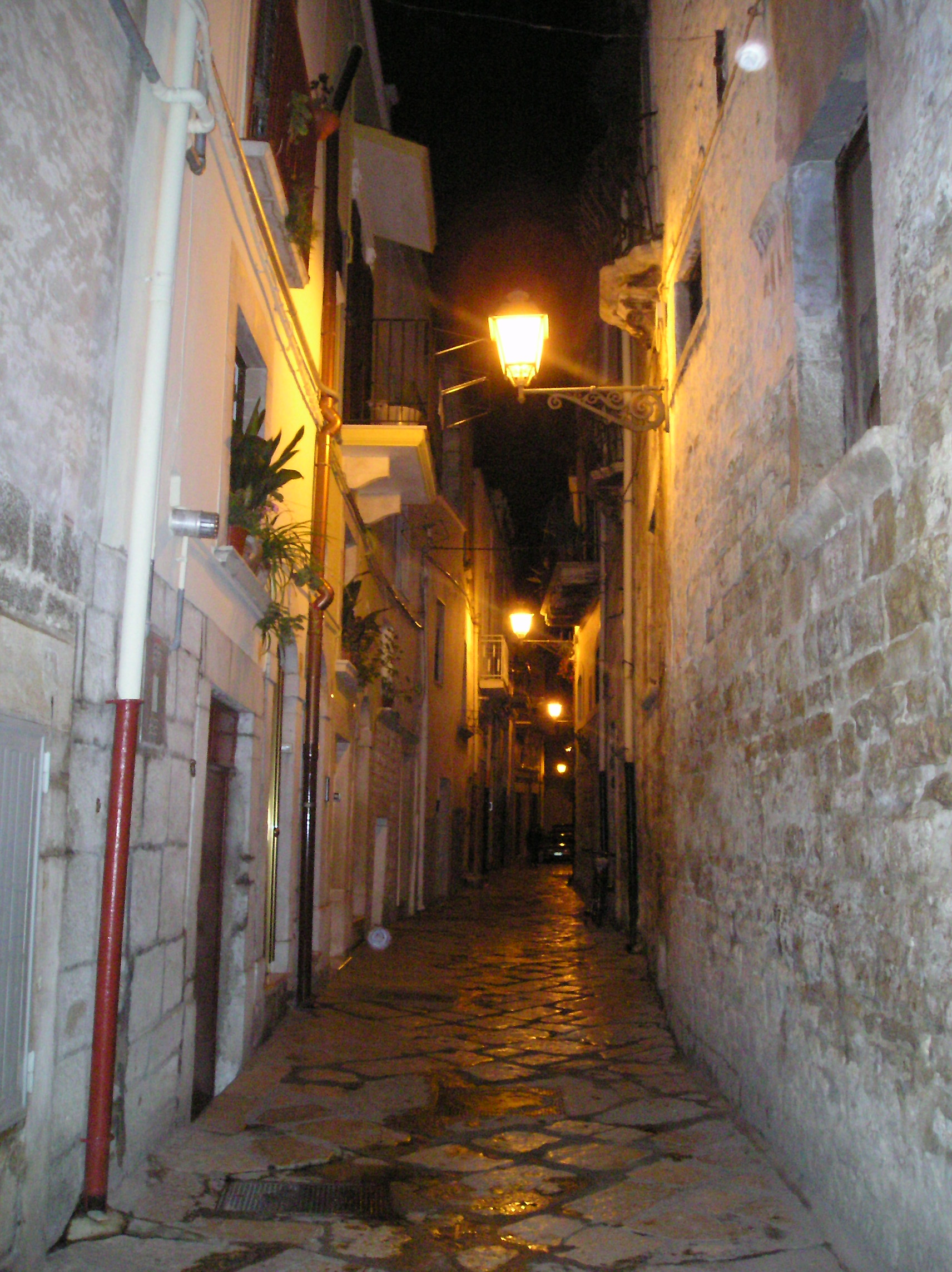
Vicolo del centro storico
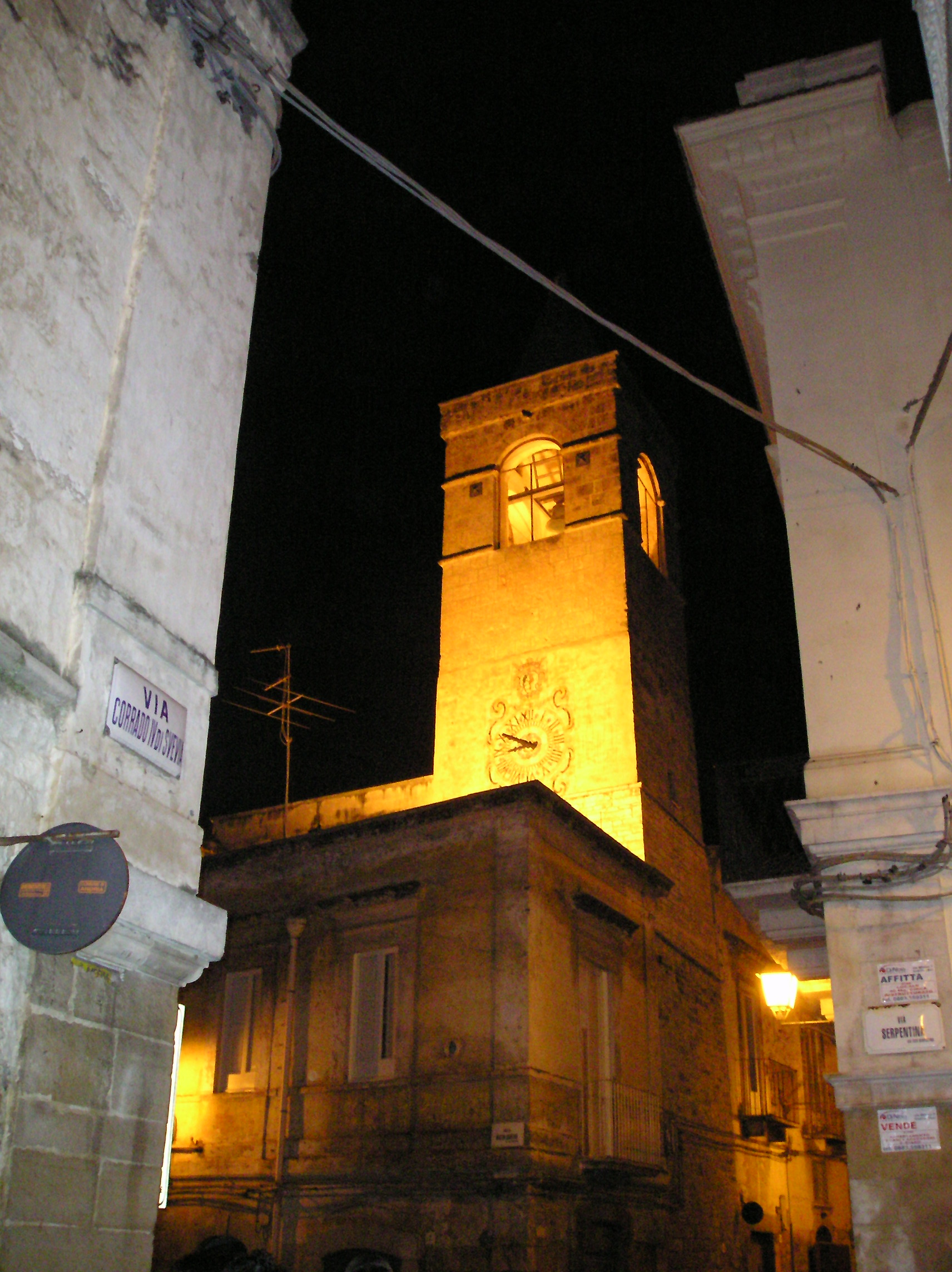
Torre dell'orologio - Via Corrado IV di Svevia
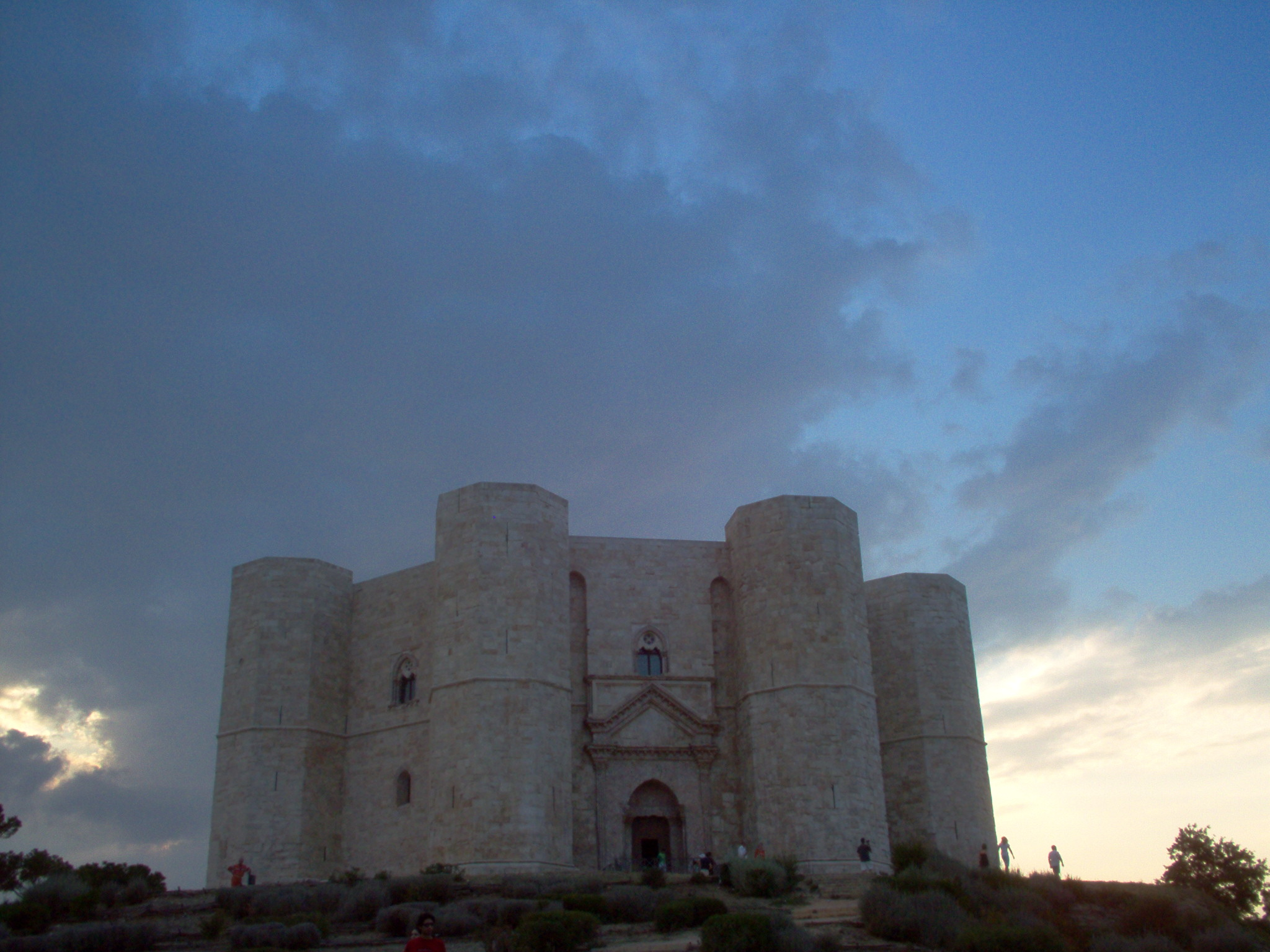
Castel del Monte
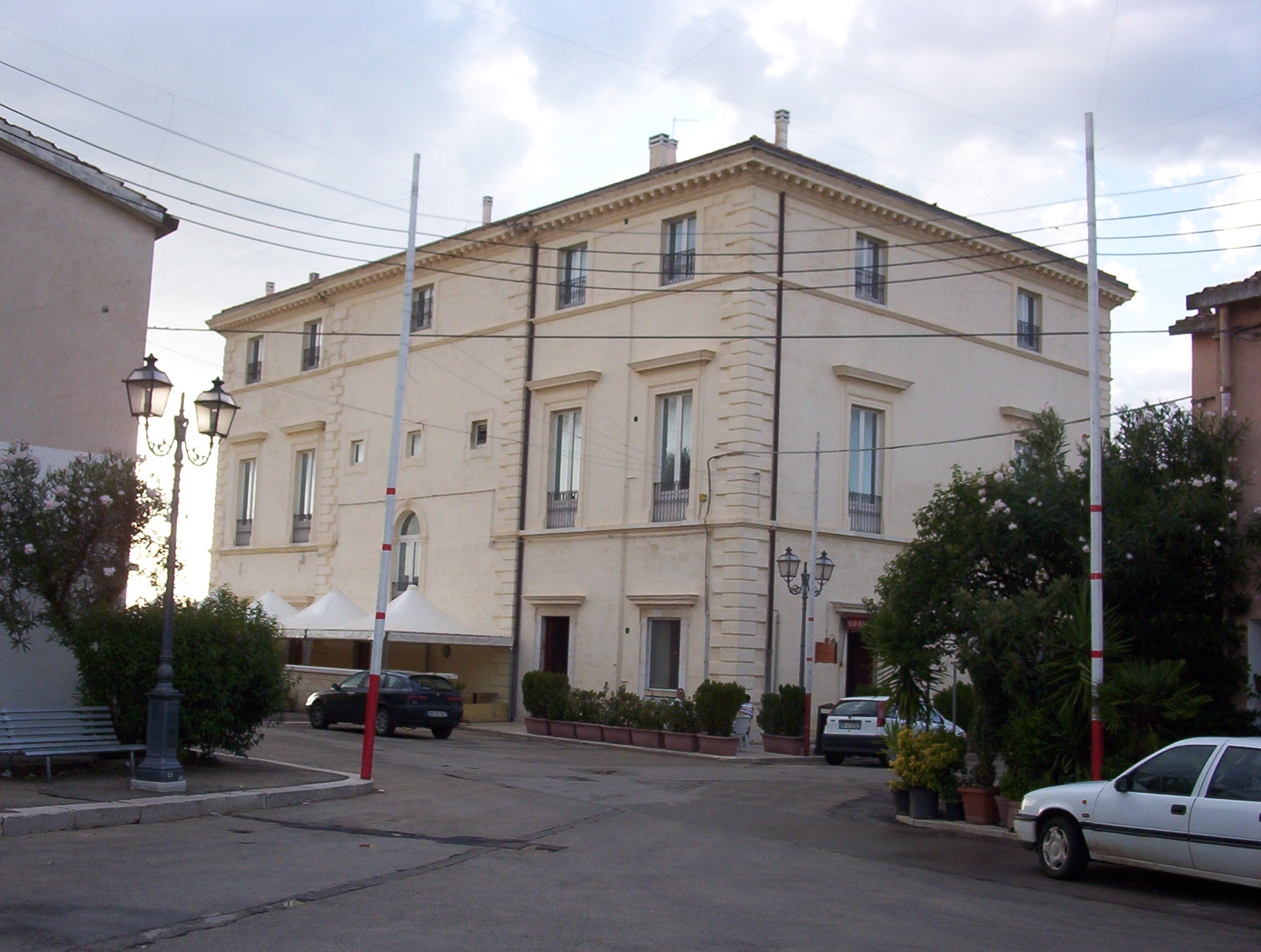
Montegrosso, frazione di Andria

1. ↑  "Superficie di Comuni Province e Regioni italiane al 9 ottobre 2011" (بالإيطالية). Istituto nazionale di statistica. Retrieved 2019-03-16.
2. ↑   https://demo.istat.it/?l=it. {{استشهاد ويب}}: |url= بحاجة لعنوان (مساعدة) والوسيط |title= غير موجود أو فارغ (من ويكي بيانات) (مساعدة)
3. ↑  GeoNames (بالإنجليزية), 2005, QID:Q830106
4. 1 2  الإدريسي (1154)، نزهة المشتاق في اختراق الآفاق، ص. 764، QID:Q1089336
5. ↑  بيانات من موقع ISTAT - Istituto nazionale di statistica (ISTAT);  اطلع عليه بتاريخ 28-12-2012. "نسخة مؤرشفة". مؤرشف من الأصل في 2019-07-03. اطلع عليه بتاريخ 2020-01-10.{{استشهاد ويب}}:  صيانة الاستشهاد: BOT: original URL status unknown (link)